# الحركة السياسية للضمان الاجتماعي
الحركة السياسية للضمان الاجتماعي (بالإسبانية: Movimiento Político por la Seguridad Social) هي حزب سياسي تقدمية في كولومبيا. في الانتخابات التشريعية التي أجريت في 10 مارس 2002، فاز الحزب كواحد من العديد من الأحزاب الصغيرة بالتمثيل البرلماني.